# Thân Văn Khoa
Thân Văn Khoa (sinh ngày 20 tháng 7 năm 1958 tại Bắc Giang) là một chính khách người Việt Nam. Ông từng là đại biểu Quốc hội Việt Nam khóa 13, Trưởng đoàn đại biểu Quốc hội tỉnh Bắc Giang.

## Tiểu sử
Tên thường gọi: Thân Văn Khoa
Ngày sinh: 20/7/1958
Giới tính: Nam
Dân tộc: Kinh
Tôn giáo: Không
Quê quán: Xã Tăng Tiến, huyện Việt Yên, Bắc Giang.

## Giáo dục
Trình độ chính trị: Cử nhân chính trị
Trình độ chuyên môn: Cử nhân Tài chính

## Sự nghiệp
Ông từng đảm nhiệm chức vụ: Bí thư Thành ủy TP Bắc Giang (2005-2010); Bí thư Huyện ủy Huyện Việt Yên (2001-2005); trước đó ông cũng từng giữ chức Phó Chủ nhiệm Ủy ban Kiểm tra Tỉnh ủy Bắc Giang.
Ông nguyên là Phó Bí thư Thường trực Tỉnh ủy, Chủ tịch Hội đồng nhân dân tỉnh; Trưởng đoàn đại biểu Quốc hội khóa XIII tỉnh Bắc Giang; Ủy viên Ủy ban Tài chính-Ngân sách của Quốc hội
Nơi làm việc: Văn phòng Tỉnh ủy Bắc Giang
Ngày vào đảng: 30/12/1982
Nơi ứng cử: Bắc Giang
Đại biểu Quốc hội khoá: XIII
Đại biểu chuyên trách: Không
Đại biểu Hội đồng nhân dân: Đại biểu HĐND tỉnh khóa XVI (2004-2009), XVII (2011-2016)
Chiều 8-8-2018, Ban Chấp hành Đảng bộ tỉnh Bắc Giang tổ chức công bố quyết định của Ban Bí thư T.Ư Đảng; trao tặng Huân chương Lao động hạng Nhất của Chủ tịch nước và gặp mặt, chia tay một số đồng chí nghỉ chế độ, chuyển công tác. Thừa ủy quyền của Chủ tịch nước, đồng chí Bùi Văn Hải đã trao tặng Huân chương Lao động hạng Nhất cho đồng chí Thân Văn Khoa, nguyên Phó Bí thư Thường trực Tỉnh ủy vì đã có thành tích xuất sắc trong quá trình công tác.
Thực hiện quyết định của Ban Bí thư T.Ư Đảng, đồng chí Bí thư Tỉnh ủy đã công bố quyết định nghỉ hưu theo chế độ từ ngày 1-8-2018 đối với đồng chí Thân Văn Khoa, nguyên Phó Bí thư Thường trực Tỉnh ủy.